# Limousin
Limousin (Occitaans: Lemosin) is een historische provincie en voormalige regio in het midden van Frankrijk, de hoofdstad was Limoges.

## Aangrenzende regio's
| Aangrenzende regio's | Aangrenzende regio's | Aangrenzende regio's | Aangrenzende regio's | Aangrenzende regio's |
| -------------------- | -------------------- | -------------------- | -------------------- | -------------------- |
|                      |                      | Centre-Val de Loire  |                      |                      |
|                      |                      |                      |                      |                      |
| Poitou-Charentes     | Auvergne             |                      |                      |                      |
|                      |                      |                      |                      |                      |
| Aquitanië            |                      | Midi-Pyrénées        |                      |                      |

## Geschiedenis

De historische provincie Limousin in tegenwoordige departementen

Tot de Franse Revolutie was de Limousin een zelfstandige Franse provincie. Limousin grensde aan provinciën Angoumois in het westen, La Marche in het noorden, Auvergne in het oosten en Guyenne-et-Gascogne in het zuiden. Deze werd onderverdeeld in Bas en Haut-Limousin, een indeling die nog wel wordt gebruikt bijvoorbeeld door de Communauté de communes du Haut-Limousin.
Tijdens de Franse Revolutie werd de Limousin opgedeeld in de departementen Corrèze, Haute-Vienne en, voor een klein aantal gemeenten, Dordogne.

De historische provincie Marche in tegenwoordige departementen

In 1960 werd een regio Limousin gevormd met de departementen Corrèze en Haute-Vienne, van de historische provincie Limousin, en het departement Creuse dat met het noordelijke deel van het departement Haute-Vienne grotendeels gelijk viel met de historische provincie Marche. Deze regio werd bij de regionale herindeling per januari 2016 opgenomen in de nieuwe regio Nouvelle-Aquitaine.

## Economie
De Limousin is een landbouwstreek, bekend om het rundveeras Limousin, een vleeskoe met een roestbruine vacht die ook in België en Nederland wordt gehouden. Daarnaast is het gebied befaamd om de fruitteelt, zoals de kersen, die een toepassing vinden in het streekproduct Clafoutis.

## Sport
De Limousin beschikt sinds 1968 met de Ronde van de Limousin over een professionele wielerkoers. Deze meerdaagse wedstrijd wordt doorgaans jaarlijks in augustus verreden. Onder meer Bernard Hinault won de wedstrijd twee keer.

## Afkomstig uit Limousin
- Eligius (588-660), bisschop en belijder
- Pierre Roger de Beaufort (ca. 1330-1378), paus Gregorius XI
- Robert Nivelle (1856-1924), militair
- Raymond Poulidor (1936-2019), wielrenner
- Clafoutis, een kersengebak